# L'houcine Ouzgni
L'houcine 'Aussie' Ouzgni né le 10 mars 1984 à Alkmaar est un kick-boxeur Néerlando- Marocain du village de msemrir tribu des Aït Atta. Il est élu triple champion des Pays-Bas de Muay Thai sous It's Showtime.

## Biographie
Aussie débute le kickboxing aux Pays-Bas dans le niveau de C-Klass et B-Klass, remportant la majorité de ses combats. Il remporte son premier titre en 2005 en remportant le B-Klass tournament dans le gala à Purmerend. Lors de sa victoire, il honore le kickboxeur néerlando-marocain Nordin Ben Salah, assassiné quelques mois auparavant à Amsterdam.

## Palmarès

### Professionnel
- 2012 It's Showtime 73 kg MAX Champion
- 2009 U.M.C. Super Middleweight Dutch title -76.2 kg
- 2008 I.R.O. Super Middleweight Dutch title -76.2 kg
- 2005 Muaythai Gala Purmerend B-Klass tournament -76 kg

### Amateur
- W.A.K.O. World Championships 2005 (Agadir) -75 kg Muay Thai